# Веккелево
Ве́ккелево (фин. Vekkilä) — деревня в Гатчинском муниципальном округе Ленинградской области.

## История
На карте Нотебургского лена П. Васандера, начерченной с оригинала первой трети XVII века, упоминается как деревня Weckula.
На карте Ингерманландии А. И. Бергенгейма, составленной по шведским материалам 1676 года — как деревня Weckala.
Как деревня Вяглилаона обозначена на «Географическом чертеже Ижорской земли» Адриана Шонбека 1705 года.
На карте Санкт-Петербургской губернии Я. Ф. Шмидта 1770 года — как деревня Вынилова.
На «Топографической карте окрестностей Санкт-Петербурга» Военно-топографического депо Главного штаба 1817 года — как деревня Векелево из 10 дворов.
Затем как деревня Веккелево из 11 дворов упоминается на «Топографической карте окрестностей Санкт-Петербурга» Ф. Ф. Шуберта 1831 года.

ВЕККЕЛЕВО — деревня принадлежит Самойловой, графине, число жителей по ревизии: 29 м. п., 32 ж. п. (1838 год)

На карте Ф. Ф. Шуберта 1844 года и карте С. С. Куторги 1852 года деревня не обозначена.
В пояснительном тексте к этнографической карте Санкт-Петербургской губернии П. И. Кёппена 1849 года она записана как деревня Wekkilä (Веккелево), а также указано количество её жителей на 1848 год: савакотов — 26 м. п., 24 ж. п., всего 50 человек.

ВЕККЕЛЕВО — деревня Царскославянского удельного имения, по просёлочной дороге, число дворов — 10, число душ — 27 м. п. (1856 год)

Согласно «Топографической карте частей Санкт-Петербургской и Выборгской губерний» в 1860 году деревня называлась Веккелева и насчитывала 9 крестьянских дворов.

ВЕККЕЛЕВО — деревня удельная при реке Ижоре, число дворов — 9, число жителей: 36 м. п., 29 ж. п. (1862 год)

В 1879 году деревня Веккелева насчитывала 9 дворов.

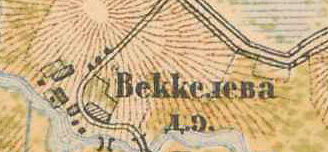
План деревни Веккелево. 1885 год

В 1885 году деревня Веккелева также насчитывала 9 дворов.
В конце XIX века деревня административно относилась к Мозинской волости 1-го стана Царскосельского уезда Санкт-Петербургской губернии, в начале XX века — 4-го стана. Население деревни было исключительно финским.
К 1913 году количество дворов в деревне увеличилось до 13.
С 1917 по 1923 год деревня Веккелево входила в состав Руссоловского сельсовета Мозинской волости Детскосельского уезда.
С 1923 года в составе Гатчинской волости Гатчинского уезда.
Согласно данным переписи населения СССР 1926 года в деревне Веккелево Руссоловского сельсовета Троцкой волости Троцкого уезда проживали 98 человек, все финны.
С 1927 года в составе Гатчинского района.
С 1928 года в составе Лукашского сельсовета. В 1928 году население деревни Веккелево также составляло 98 человек.
По данным 1933 года деревня называлась Веккелево и входила в состав Лукашского финского национального сельсовета Красногвардейского района.

План деревни Веккелево. 1939 год

С 1939 года в составе Романовского сельсовета. Согласно топографической карте 1939 года деревня насчитывала 24 двора.
C 1 августа 1941 года по 31 января 1944 года деревня находилась в оккупации.
С 1959 года в составе Антелевского сельсовета Гатчинского района.
В 1965 году население деревни Веккелево составляло 113 человек.
По данным 1966, 1973 и 1990 годов деревня Веккелево также входила в состав Антелевского сельсовета.
В 1997 году в деревне проживал 41 человек, в 2002 году — 58 человек (русские — 57%), в 2007 году — 52.

## География
Деревня расположена в северо-восточной части района близ автодороги 41К-010 (Красное Село — Гатчина — Павловск).
Деревня находится на левом берегу реки Ижоры.
Расстояние до административного центра поселения, деревни Пудомяги — 4,5 км.
Расстояние до ближайшей железнодорожной станции Старое Мозино — 5 км.

## Демография
| 1862 | 2007 | 2010 | 2017 |
| ---- | ---- | ---- | ---- |
| 65   | ↘52  | ↗60  | ↗69  |

### Национальный состав
Согласно данным Всероссийской переписи населения 2021 года в деревне проживали 54 человека, из них:
 русские — 51, финны — 1, другие национальности — 2 человека.